# 금호상사
금호상사는 대한민국 최대의 자동차 수집 및 영화 소품용 자동차 대여 업체이다. 본사는 경기도 여주시 대신면에 위치하고 있으며, 대표는 백중길이다.

## 개요
택시 운수업에 종하사는 아버지 아래에서 태어나 자동차에 대한 관심이 남달랐던 백중길은 1968년부터 도로에 다니는 자동차들을 수집하기 시작하였다. 클래식 카가 도로에서 하나둘 사라지는 것을 보면서 1968년부터 자동차 수집에 나선 그는 1970년대 후반 1차 오일 쇼크로 정부가 50만원의 세금을 물리면서 폐차가 쏟아져 쉽게 수집할 수 있었다고 한다. 이후 1980년대 초반 한 방송국 PD가 소문을 듣고 찾아와 차량을 빌려달라고 하였지만 단호히 거절하였다. 하지만 며칠 후 그 PD가 다시 찾아와 “전국을 다 뒤졌지만 우리가 필요한 차량이 없다”며 간곡히 부탁하는 통에 마지못해 허락한 것이 지금의 본업이 되어 버렸다. 이후 운영하던 자동차 부품업체를 1990년에 정리하였다. 이로 인하여 처음에는 자동차 수집에만 하려고 하였던 것이 영화 소품용 자동차 대여업으로도 확대되어 현재까지 이어지고 있다. 수집한 자동차가 출연한 작품만 해도 3,000편이 넘는다고 하며 토지ㆍ여명의 눈동자ㆍ수사반장ㆍ모래시계ㆍ장군의 아들ㆍ야인시대ㆍ쉬리ㆍ공동경비구역 JSA 등에 주로 출연하였다. 관리비로 하루에만 평균 20∼30만원이 지출된다. 대여비는 20~50만원이지만 차량이 자주 고장나기 때문에 얻는게 없다고 설명한다. 그러나 수차례의 홍수 피해로 100대 가량을 폐차 등으로 버렸으며 특히 2011년에는 피해가 상당하여 보관 장소를 옮겨 현재 위치인 여주시 대신면에 정착하였다. 미래 계획은 대한민국 최대의 자동차 박물관을 개관하는 것이라고 한다.

## 문화재 등록 차량
금호상사에서는 4대 가량의 등록문화재를 보유하고 있다.
|         | 이름                  | 소재지        | 관리자 | 지정일자        |
| ------- | --------------------- | ------------- | ------ | --------------- |
| 제399호 | 상주의용소방대 소방차 | 경기 남양주시 |        | 2008년 8월 12일 |
| 제400호 | 기아 경3륜 트럭       | 경기 남양주시 |        | 2008년 8월 12일 |
| 제401호 | 신진 퍼블리카         | 경기 남양주시 |        | 2008년 8월 12일 |
| 제553호 | 현대 포니1            | 경기 여주시   | 백중길 | 2013년 8월 27일 |

- 이 외에도 대통령 전용 방탄 의전차나 역사적 가치가 많은 자동차가 보존되어 있다.